# Hole Hanasavadi, Shimoga
Hole Hanasavadi là một làng thuộc tehsil Shimoga, huyện Shimoga, bang Karnataka, Ấn Độ.